# Svenska Landhockeyförbundet
Der Svenska Landhockeyförbundet (SLHF) (Swedish Hockey Association, Schwedischer Hockeyverband) ist der Dachverband für Hockey in Schweden. Er wurde 1973 gegründet, als in Schweden das Interesse an Hockey infolge der Olympischen Sommerspiele 1972 in München sprunghaft gestiegen war. Der Verband ist Mitglied im Schwedischen Sportverband (schwed. Riksidrottsförbundet, RF), im Schwedischen Olympischen Komitee (schwed. Sveriges Olympiska Kommitté, SOK), der European Hockey Federation (EHF) und der Fédération Internationale de Hockey (FIH). Sein Sitz ist in Göteborg.